# Česká unie židovské mládeže

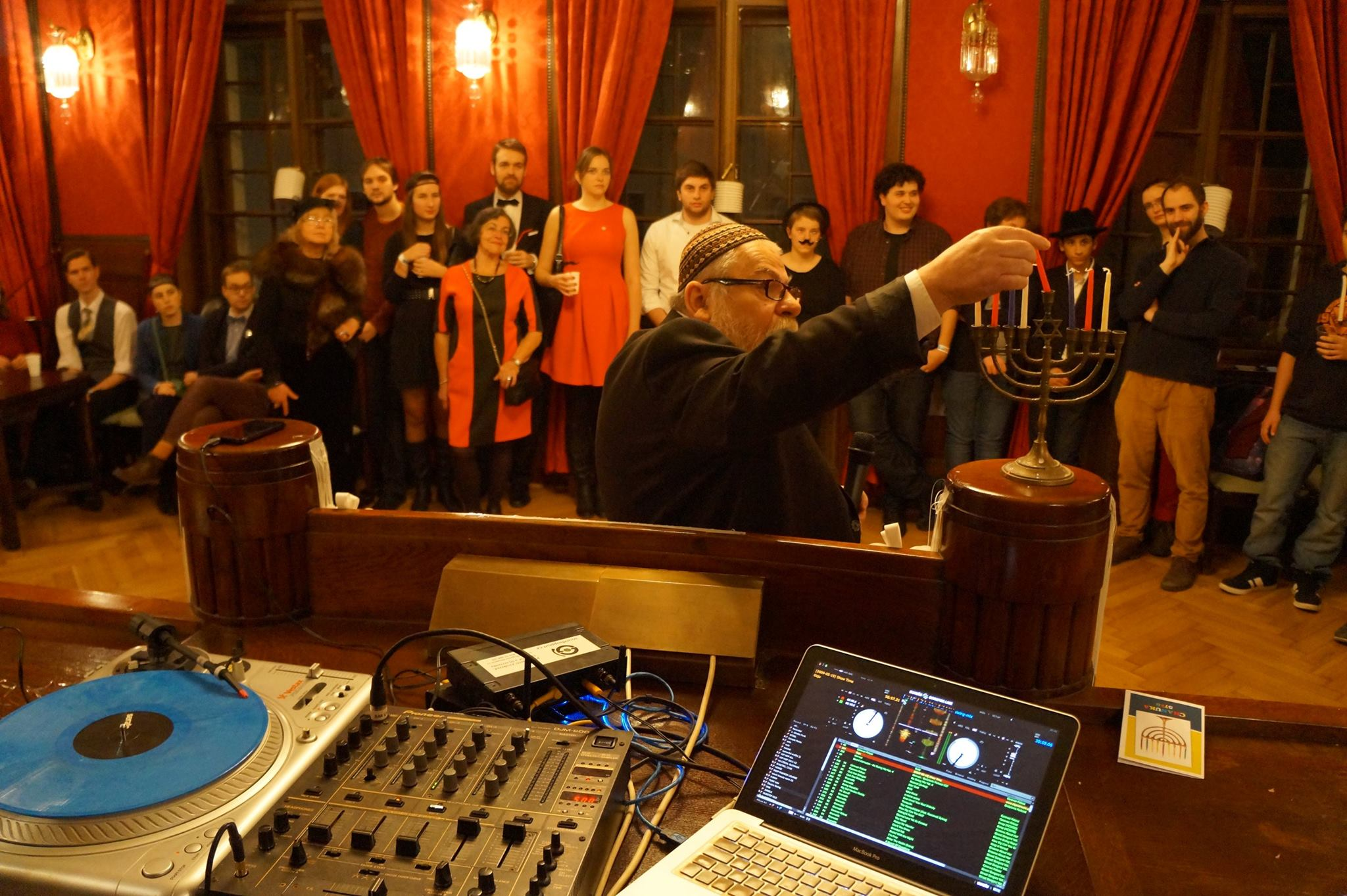
Česká unie židovské mládeže bei Chanukka-Feier mit Rabbiner Karol Sidon 2015

Česká unie židovské mládeže (Tschechische Union jüdischer Jugend; abgekürzt ČUŽM) ist die älteste jüdische Jugendorganisation in der Tschechischen Republik mit Sitz in Prag. Sie ist eine assoziierte Organisation der Federace židovských obcí v České republice (Föderation jüdischer Gemeinden in der Tschechischen Republik).

## Geschichte
Die ČUŽM entstand am 10. November 1990 auf einem Seminar in Štíťany als Teil der Tschechoslowakischen Union jüdischer Jugend (ČSUŽM).
Die Union setzte sich seit Anfang für die Erneuerung vieler Aspekte jüdischen Lebens in der Tschechoslowakei ein, die in der Vergangenheit auch durch das bis 1989 herrschende Regime zerstört oder wesentlich eingeschränkt wurden; dazu gehörte die Förderung jüdischen religiösen und gesellschaftlichen Lebens. Zu einem neuen Aufschwung der Vereinstätigkeit kam es etwa 1998/1999 durch Rabbi Yaron Ben David, der die Union als einen wichtigen Bestandteil der gesamten jüdischen Gemeinde ansah. Seitdem werden regelmäßig Vorstandswahlen abgehalten, Seminare auch auf internationaler Ebene organisiert, Zweigstellen in anderen Städten gegründet usw.

## Tätigkeit
Die ČUŽM meldet sich zu den Zielen der Vorkriegsorganisationen wie Makkabi oder Hashomer Hatzair, ihre Anforderungen an die Mitglieder sind relativ liberal (jüdischer Ursprung eines Großelternteils genügt, strenger Glauben ist nicht erforderlich), ihr Ziel ist die Förderung der jüdischen Kultur und jüdischer Traditionen. Zu den bevorzugten Aktivitäten der ČUŽM gehört unter anderem die Hilfe bei der Restaurierung von Synagogen, die während und nach dem Krieg und in den vergangenen 45 Jahren zerstört und devastiert wurden. Genauso kümmert sie sich um die Restaurierung und Wartung von jüdischen Friedhöfen. Ihre Mitglieder veranstalten Protestmärsche gegen rechtsradikale und neonazistische Tendenzen und Versammlungen.
Mitglieder haben sich für die Durchführung der Stolpersteineaktionen des westdeutschen Künstlers Gunter Demnig in Tschechien verdient gemacht. Diese Idee bekamen sie (unabhängig und gleichzeitig mit Studenten der Fachschule für Bauwesen in Kolín) bereits  2008 und seitdem beteiligen sie sich an den Verlegungen. Sie realisierten ebenfalls eine Erinnerungsaktion – die alljährlichen Lesungen der Namen der Holocaust-Opfer am Tag der Jom haScho’a in Tschechien.